# Mountain Wilderness
Mountain Wilderness és una organització no governamental internacional dedicada a la preservació de les àrees de muntanya, en els seus aspectes natural i cultural. L'organització va ser fundada a Europa i té la seva presència més important a les regions dels Alps i dels Pirineus. Té, però, abast mundial, amb representants i accions a tots els continents.
Mountain Wilderness es va fundar el 1987 a la ciutat piemontesa de Biella, durant una conferència internacional convocada per Ludovico Sella a la qual van assistir Quintino Sella, Haroun Tazieff, Kurt Diemberger, Jim Bridwell, John Junt i Wanda Rutkiewicz. Un any abans s'havia redactat el Manifest pel Mont Blanc per muntanyencs de renom com Chris Bonnington, Yvon Chouinard, Reinhold Messner i Doug Scott, el qual reclamava el dret humà fundacional als «espais oberts per a la lliure aventura».

## Objectius
Mountain Wilderness comparteix alguns dels valors i objectius dels clubs alpins i organitzacions excursionistes. Mountain Wilderness va ser fundada per muntanyencs i posa un èmfasi més gran en l'«experiència humana de wilderness», és a dir, en la defensa de les zones verges i remotes de naturalesa salvatge en sentit estricte que en la defensa exclusiva de la vida salvatge en si mateixa. Mountain Wilderness treballa per a preservar aquest medi ambient de muntanya natural i cultural en general, de tres formes complementàries:
- Promovent activitats i pràctiques que fomentin l'autosuficiència, el respecte per la natura i el gaudi compartit de les muntanyes per qui les estima.
- Oposant-se a les activitats agressives, com ara la conducció fora de pista, les motos de neu, l'heliesquí i la comercialització i mercantilització de les muntanyes per qui només vol explotar-les.
- Fomentant un desenvolupament respectuós naturalment i cultural de les regions de muntanya per assegurar un futur sostenible per a qui escull viure-hi.